# Codonopsis subglobosa
Codonopsis subglobosa är en klockväxtart som beskrevs av William Wright Smith. Codonopsis subglobosa ingår i släktet Codonopsis, och familjen klockväxter. Inga underarter finns listade i Catalogue of Life.